# Balnearia
Balnearia est une localité du département de San Justo en Argentine.